# Bitwa pod Słonimem (1769)
Bitwa pod Słonimem – bitwa stoczona 12 lipca 1769 roku podczas konfederacji barskiej.
Gdy wojska konfederackie dowodzone przez Kazimierza Pułaskiego wycofały się przed rosyjską grupą Wachmeistra na prawy brzeg Szczary, Kozacy wchodzący w skład sił Wachmeistra przeprawili się brodem przez rzekę i naprawili most. Przez most przeprawiły pozostałe oddziały rosyjskie i rozwinęły się w zwykły dla siebie szyk, czyli piechota w centrum i jazda na skrzydłach.
Siły konfederackie przeciwstawiły Rosjanom większość swych sił, umieszczając część jazdy za laskiem jako zasadzkę. Prowadząc atak, Rosjanie ustawili swe lewe skrzydło w pozycji dogodnej dla uderzenia oddziału polskiego ukrytego w lesie - atak tego oddziału rozbił jazdę rosyjskiego lewego skrzydła. Także prawe skrzydło rosyjskie zostało pokonane. W tej sytuacji osamotniona piechota rosyjska, nie atakowana przez Polaków, wycofała się z pola bitwy.